# T Carinae
T Carinae är en orange jätte i stjärnbilden Kölen. Den har konstant magnitud, men misstänktes tidigare vara variabel (CST), varför den åsattes variabeldesignation. Numera benämns den ofta HD 94776.
T Carinae har visuell magnitud +5,92 och är svagt synlig för blotta ögat vid god seeing.